# Карачилик
Карачилик — населённый пункт (разъезд) в Карасукском районе Новосибирской области. Входит в состав Михайловского сельсовета.

## География
Площадь населённого пункта — 3 гектара

## Население
| 2002 | 2007 | 2010 |
| ---- | ---- | ---- |
| 32   | ↗33  | ↘22  |

## Инфраструктура
В населённом пункте по данным на 2007 год отсутствует социальная инфраструктура.